# Кубок РСФСР по хоккею с шайбой 1990
Шестнадцатый розыгрыш Кубка РСФСР по хоккею с шайбой был проведён в конце сезона, чему способствовало его раннее (на месяц по сравнению с прошлыми годами) окончание – соревнования во второй лиге чемпионата стали проводиться в один этап и был отменён переходный турнир между первой и второй лигами.
К участию допустили 16 из 34 команд второй лиги – по 8 от западной и восточной зон. До полуфиналов включительно команды каждой зоны играли между собой.
На первом этапе соперники играли по четыре матча – по два дома и в гостях, в дальнейшем команды проводили по две игры.

## Список участников
| Команды второй лиги |
| --- |
| - «Десна» Брянск - «Дизелист» Пенза - «Ермак» Ангарск - «Кварц» Бор - «Мотор» Барнаул - «Нефтяник» Альметьевск - «Олимпия» Кирово-Чепецк - «Россия» Краснокамск - «Рубин» Тюмень - «Сокол» Красноярск - «Сокол» Новочебоксарск - «Спутник» Нижний Тагил - «Трактор» Липецк - «Химик» Энгельс - «Шахтёр» Прокопьевск - ШВСМ Ярославль |

## 1/8 финала
| 25.03.1990 | «Нефтяник» Альметьевск  | «Спутник» Нижний Тагил  | 3:3  |
| 26.03.1990 | «Нефтяник» Альметьевск  | «Спутник» Нижний Тагил  | 5:2  |
| 29.03.1990 | «Спутник» Нижний Тагил  | «Нефтяник» Альметьевск  | +:-  |
| 30.03.1990 | «Спутник» Нижний Тагил  | «Нефтяник» Альметьевск  | +:-  |
| 29.03.1990 | «Трактор» Липецк        | «Десна» Брянск          | 7:3  |
| 30.03.1990 | «Трактор» Липецк        | «Десна» Брянск          | 11:2 |
| 05.04.1990 | «Десна» Брянск          | «Трактор» Липецк        | 6:4  |
| 06.04.1990 | «Десна» Брянск          | «Трактор» Липецк        | 2:8  |
| 29.03.1990 | «Сокол» Новочебоксарск  | «Кварц» Бор             | 5:4  |
| 30.03.1990 | «Сокол» Новочебоксарск  | «Кварц» Бор             | 8:2  |
| 04.04.1990 | «Кварц» Бор             | «Сокол» Новочебоксарск  | 3:5  |
| 05.04.1990 | «Кварц» Бор             | «Сокол» Новочебоксарск  | 2:1  |
| 24.03.1990 | «Шахтёр» Прокопьевск    | «Ермак» Ангарск         | 6:2  |
| 25.03.1990 | «Шахтёр» Прокопьевск    | «Ермак» Ангарск         | 5:3  |
| ??.??.1990 | «Ермак» Ангарск         | «Шахтёр» Прокопьевск    | +:-  |
| ??.??.1990 | «Ермак» Ангарск         | «Шахтёр» Прокопьевск    | +:-  |
| 24.03.1990 | «Россия» Краснокамск    | «Рубин» Тюмень          | 8:4  |
| 25.03.1990 | «Россия» Краснокамск    | «Рубин» Тюмень          | 3:11 |
| 28.03.1990 | «Рубин» Тюмень          | «Россия» Краснокамск    | 9:1  |
| 29.03.1990 | «Рубин» Тюмень          | «Россия» Краснокамск    | 9:3  |
| 29.03.1990 | ШВСМ Ярославль          | «Олимпия» Кирово-Чепецк | 4:6  |
| 31.03.1990 | ШВСМ Ярославль          | «Олимпия» Кирово-Чепецк | 5:5  |
| 02.04.1990 | «Олимпия» Кирово-Чепецк | ШВСМ Ярославль          | 3:1  |
| 03.04.1990 | «Олимпия» Кирово-Чепецк | ШВСМ Ярославль          | 8:3  |
| ??.??.1990 | «Химик» Энгельс         | «Дизелист» Пенза        | -:+  |
| ??.??.1990 | «Мотор» Барнаул         | «Сокол» Красноярск      | -:+  |

## 1/4 финала
| 09.04.1990 | «Трактор» Липецк        | «Олимпия» Кирово-Чепецк | 5:2 |
| 13.04.1990 | «Олимпия» Кирово-Чепецк | «Трактор» Липецк        | 2:7 |
| 07.04.1990 | «Дизелист» Пенза        | «Сокол» Новочебоксарск  | 1:3 |
| 10.04.1990 | «Сокол» Новочебоксарск  | «Дизелист» Пенза        | 4:3 |
| 02.04.1990 | «Ермак» Ангарск         | «Сокол» Красноярск      | 4:4 |
| ??.04.1990 | «Сокол» Красноярск      | «Ермак» Ангарск         | +:- |
| 02.04.1990 | «Спутник» Нижний Тагил  | «Рубин» Тюмень          | 7:7 |
| 05.04.1990 | «Рубин» Тюмень          | «Спутник» Нижний Тагил  | 5:3 |

## 1/2 финала
| 17.04.1990 | «Трактор» Липецк       | «Сокол» Новочебоксарск | 7:3 |
| 20.04.1990 | «Сокол» Новочебоксарск | «Трактор» Липецк       | 4:3 |
| 09.04.1990 | «Сокол» Красноярск     | «Рубин» Тюмень         | 3:5 |
| 13.04.1990 | «Рубин» Тюмень         | «Сокол» Красноярск     | +:- |

## Финал
| 24.04.1990 | «Рубин» Тюмень | 3:4 (0:2, 2:0, 1:2) | «Трактор» Липецк | ДС профсоюзов, Тюмень |

| Отчёт                  | Отчёт | Отчёт                                                 | Отчёт | Отчёт |
| ---------------------- | ----- | ----------------------------------------------------- | ----- | ----- |
|                        |       |                                                       |       |       |
|                        |       |                                                       |       |       |
|                        | Голы: |                                                       |       |       |
| Э.Кияшкин, С.Рыков – 2 | –     | В.Дровянников, Ал-й Протапович, А.Мнихович, Г.Евтюхин |       |       |
|                        |       |                                                       |       |       |
|                        |       |                                                       |       |       |
|                        |       |                                                       |       |       |
|                        |       |                                                       |       |       |
|                        |       |                                                       |       |       |

| 27.04.1990 | «Трактор» Липецк | 8:5 (2:0, 1:3, 5:2) | «Рубин» Тюмень | ДС «Звездный», Липецк Зрителей: 1200 |

| Отчёт                                                                                          | Отчёт | Отчёт                                                 | Отчёт | Отчёт |
| ---------------------------------------------------------------------------------------------- | ----- | ----------------------------------------------------- | ----- | ----- |
|                                                                                                |       |                                                       |       |       |
|                                                                                                |       |                                                       |       |       |
|                                                                                                | Голы: |                                                       |       |       |
| С.Подгорцев, Ю.Рыхлов, А.Мнихович, Ал-й.Протапович, В.Олейник, И.Яковлев, Г.Евтюхин, В.Соларёв | –     | А.Ветров, Д.Лексин, А.Кузнецов, Э.Кияшкин, Е.Шубников |       |       |
|                                                                                                |       |                                                       |       |       |
|                                                                                                |       |                                                       |       |       |
|                                                                                                |       |                                                       |       |       |
|                                                                                                |       |                                                       |       |       |
|                                                                                                |       |                                                       |       |       |